# Leucodon julaceus
Leucodon julaceus är en bladmossart som beskrevs av Sullivant 1846. Leucodon julaceus ingår i släktet Leucodon och familjen Leucodontaceae. Inga underarter finns listade i Catalogue of Life.